# إيرين فلمنج
إيرين فلمنج هي ممثلة كندية، ولدت في 13 أغسطس 1941 في تيميسكيمينج شورز في كندا، وتوفيت في 15 أبريل 2003 في لوس أنجلوس في الولايات المتحدة.

## وصلات خارجية
- إيرين فلمنج على موقع IMDb (الإنجليزية)
- إيرين فلمنج على موقع ألو سيني (الفرنسية)
- إيرين فلمنج على موقع ميوزك برينز (الإنجليزية)
- إيرين فلمنج على موقع أول موفي (الإنجليزية)
- إيرين فلمنج على موقع ديسكوغز (الإنجليزية)
- إيرين فلمنج على موقع قاعدة بيانات الفيلم (الإنجليزية)
- إيرين فلمنج على موقع كينوبويسك (الروسية)